# Gianluigi Galli
Gianluigi Galli zwany Gigi Galli (ur. 13 stycznia 1973 w Mediolanie) – włoski kierowca rajdowy.
Pierwszy raz wystartował w 1994 roku w rajdzie Valtellina, a w WRC w 1998 roku w Rajdzie San Remo. Mistrz Włoch w grupie N w latach 1998 i 2000. W sezonie 2002 startował za kierownicą Fiata Punto S1600 zespołu Trico Racing. Rok później startował w Mitsubishi Lancerze Evo VII zespołu Ralliart Italy w mistrzostwach Włoch oraz mistrzostwach świata. W latach 2004–2005 roku kierowca fabryczny zespołu Mitsubishi. Jego pilotem jest Giovanni Bernacchini.
W sezonie 2005 ustanowił nowy rekord, jeśli chodzi o najdłuższy skok samochodem WRC w mistrzostwach świata. W Rajdzie Finlandii, na jednym z odcinków specjalnych skoczył swoim Mitsubishi Lancerem WRC na odległość 84 metrów i wyrównał tym samym rekord czterokrotnego mistrza świata Tommi Mäkinena.
W sezonie 2007 wspierany przez Pirelli planował start w kilku rajdach WRC. Ostatecznie jednak w środku sezonu wsparcie finansowe dla Włocha zostało wycofane i Galli wystartował tylko w 3 rajdach w Citroënie Xsara WRC przygotowanym przez włoską stajnię Aimont Racing.
Na sezon 2008 Galli podpisał kontrakt na starty w pełnym cyklu WRC dla zespołu Stobart VK M-Sport Ford. Zdołał wystartować jednak jedynie w dziesięciu eliminacjach, ponieważ podczas Rajdu Niemiec miał poważny wypadek, w którym złamał lewą kość udową. Wyłączyło go to ze startów do końca sezonu.

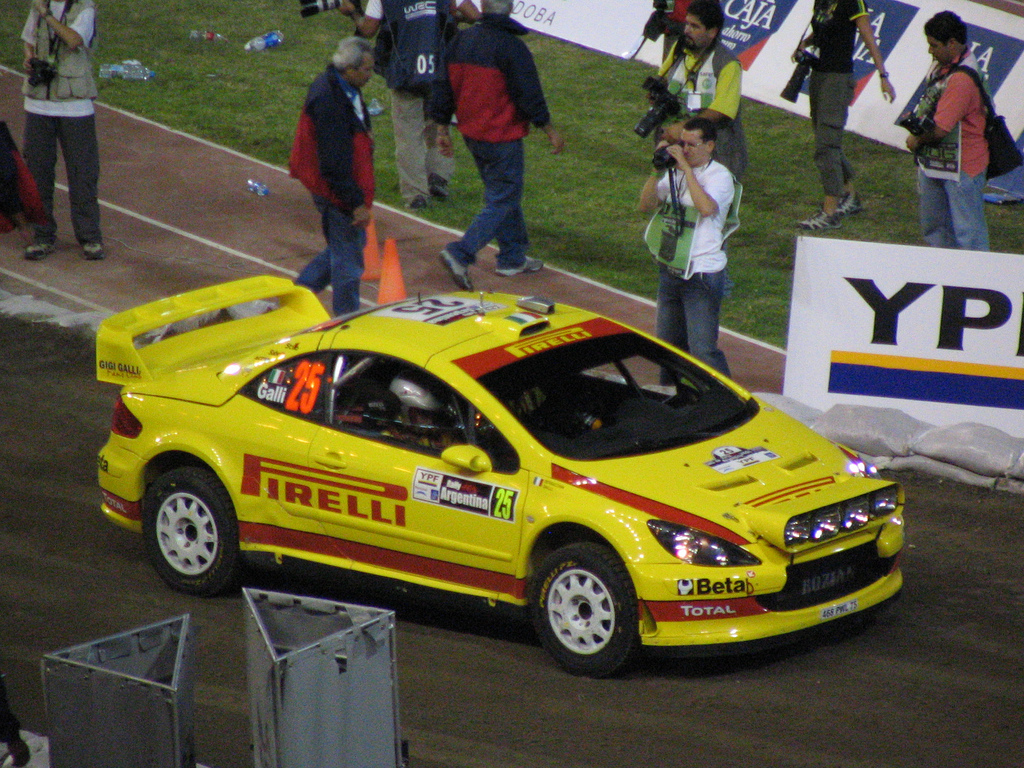
Podczas Rajdu Argentyny w 2006 roku

## Starty w rajdach WRC
| Sezon | Zespół                             | Samochód                                    | 1      | 2       | 3          | 4             | 5         | 6         | 7         | 8             | 9             | 10            | 11            | 12              | 13              | 14              | 15              | 16              | Punkty | Miejsce |
| ----- | ---------------------------------- | ------------------------------------------- | ------ | ------- | ---------- | ------------- | --------- | --------- | --------- | ------------- | ------------- | ------------- | ------------- | --------------- | --------------- | --------------- | --------------- | --------------- | ------ | ------- |
| 1998  | Ralliart Italia                    | Mitsubishi Carisma                          | Monako | Szwecja | Kenia      | Portugalia    | Hiszpania | Francja   | Argentyna | Grecja        | Nowa Zelandia | Finlandia     | 19            | Australia       | Wielka Brytania |                 |                 |                 | 0      | -       |
| 1999  | Gianluigi Galli                    | Mitsubishi Carisma GT Evo                   | Monako | 23      | Kenia      | NU            | NU        | NU        | Argentyna | Grecja        | Nowa Zelandia | 25            |               | 22              | Australia       | Wielka Brytania |                 |                 | 0      | -       |
| 2000  | Vieffe Corse Srl                   | Mitsubishi Lancer Evo                       | 12     | 26      | Kenia      | NU            | Hiszpania | Argentyna | Grecja    | Nowa Zelandia | 27            | Cypr          | NU            | 22              | Australia       | Wielka Brytania |                 |                 | 0      | -       |
| 2001  | Gianluigi Galli                    | Mitsubishi Lancer Evo                       | NU     | Szwecja | Portugalia | Hiszpania     | Argentyna | Cypr      | Grecja    | Kenia         | NU            | Nowa Zelandia | Włochy        | Francja         | Australia       | Wielka Brytania |                 |                 | 0      | -       |
| 2002  | Gianluigi Galli                    | Fiat Punto S1600                            | Monako | Szwecja | Francja    | 23            | Cypr      | Argentyna | NU        | Kenia         | Finlandia     | NU            | 19            | Nowa Zelandia   | Australia       | Wielka Brytania |                 |                 | 0      | -       |
| 2003  | Gianluigi Galli                    | Mitsubishi Lancer Evo VII                   | Monako | 22      | Turcja     | Nowa Zelandia | Argentyna | Grecja    | Cypr      | Niemcy        | 21            | Australia     | Włochy        | NU              | Hiszpania       | Wielka Brytania |                 |                 | 0      | -       |
| 2004  | Mitsubishi Motors Gianluigi Galli  | Mitsubishi Lancer WRC Mitsubishi Lancer Evo | NU     | 24      | NU         | NU            | Cypr      | Grecja    | 10        | NU            | 14            | NU            | Japonia       | Wielka Brytania | 6               | NU              | 7               | NU              | 5      | 15      |
| 2005  | Mitsubishi Motors                  | Mitsubishi Lancer WRC                       | Monako | 7       | Meksyk     | 8             | NU        | Cypr      | 8         | 7             | NU            | NU            | 5             | 13              | NU              | 9               | NU              | 5               | 14     | 11      |
| 2006  | Gianluigi Galli                    | Mitsubishi Lancer WRC Peugeot 307 WRC       | NU     | 4       | Meksyk     | Hiszpania     | 9         | 3         | NU        | Grecja        | Niemcy        | 5             | Japonia       | Cypr            | Turcja          | Australia       | Nowa Zelandia   | Wielka Brytania | 15     | 11      |
| 2007  | Gianluigi Galli Aimont Racing Team | Citroën Xsara WRC                           | Monako | 13      | 6          | Meksyk        | 7         | Argentyna | Włochy    | Grecja        | Finlandia     | Niemcy        | Nowa Zelandia | Hiszpania       | Francja         | Japonia         | Irlandia        | Wielka Brytania | 5      | 15      |
| 2008  | Stobart VK M-Sport Ford Rally Team | Ford Focus RS WRC                           | 6      | 3       | NU         | 7             | 8         | 4         | NU        | NU            | NU            | NU            | Nowa Zelandia | Hiszpania       | Francja         | Japonia         | Wielka Brytania |                 | 17     | 9       |